# 11P/Tempel-Swift-LINEAR
11P/Tempel-Swift-LINEAR, o anche cometa Tempel-Swift-LINEAR, è una cometa periodica del Sistema solare, appartenente alla famiglia delle comete gioviane.
Ernst Wilhelm Tempel scoprì la cometa dall'Osservatorio di Marsiglia il 27 novembre 1869. La cometa fu osservata per 37 giorni, ne fu riconosciuto il comportamento periodico, ma non fu possibile calcolarne con accuratezza l'orbita e fu perduta.
L'11 ottobre 1880 fu riscoperta da Lewis Swift dal Warner Observatory.
Nel periodo 1880-1908 furono osservate due apparizioni delle sei previste. Nel 1908 la cometa transitò a breve distanza da Giove che ne alterò l'orbita, peggiorando definitivamente le condizioni osservative. Altri due incontri con il gigante gassoso, avvenuti nel 1911 e 1923, condussero a ritorni sempre sfavorevoli per l'osservazione.
La cometa è stata riscoperta il 7 dicembre 2001 per mezzo di LINEAR, il programma di ricerca degli asteroidi near-Earth del MIT, ed in seguito rintracciata in altre due immagini scattate in precedenza il 10 settembre ed il 17 ottobre dello stesso anno.
La cometa non fu osservata nel successivo passaggio del 2008, mentre lo fu in quelli del 2014 e 2020.